# José Lino Churruarín
José Lino Churruarín (n. 23 de septiembre de 1835 en Gualeguaychú, Ente Ríos; m. 27 de abril de 1906 en Concepción del Uruguay, Ente Ríos) fue un abogado, docente, militar y político argentino perteneciente a la Unión Cívica Radical, de la que fue fundador en la provincia de Entre Ríos.